# Johann Schiller
Johann Schiller (ur. 24 października 1918, zm. ?) – zbrodniarz nazistowski, członek załogi niemieckiego obozu koncentracyjnego Mauthausen-Gusen i SS-Scharführer.
Obywatel austriacki. Członek Waffen-SS od września 1939. Od 17 stycznia 1942 pełnił służbę w kompleksie obozowym Mauthausen. Początkowo przydzielono go do kompanii wartowniczej w obozie głównym. W marcu 1943 został przeniesiony na stanowisko Rapportführera w podobozie Schwechat, a następnie w sierpniu 1944 na identyczne stanowisko w podobozie St. Valentin. Pozostał tam do kwietnia 1945.
16 listopada 1944, w St. Valentin, Schiller dopuścił się następującej zbrodni. Strażnicy SS dowiedzieli się, iż zaginął więzień narodowości polskiej pracujący w komandzie zajmującym się dezynfekcją w jednej z fabryk. Szybko znaleziono go fabrycznej kuchni, gdzie próbował zdobyć coś do pożywienia. Więźnia przekazano Schillerowi, który miał go odprowadzić do obozu. Podczas drogi strzelił on więźniowi z odległości około dwóch metrów w szyję, który padł na ziemię nieprzytomny. Sądząc, że ofiara nie żyje, esesman polecił innym więźniom zabrać ciało do obozu. Tymczasem na miejscu okazało się, że Polak żyje. Kula przeszła na wylot i lekarz-więzień skutecznie opatrzył ranę. Dowiedziawszy się o tym, Schiller zabrał więźnia do szopy i zdjął mu bandaż. Na ratunek pospieszyło jednak dwóch innych esesmanów, którzy ponownie zabandażowali ranę. Ostatecznie Schiller postawił na swoim. Przy ponownym zdjęcia opatrunku skwitował "Ten pies tutaj umrze". Zabrał ofiarę z powrotem do szopy, gdzie więzień zmarł dwa dni później.
Za swoje zbrodnie został osądzony w procesie US vs. Johann Schiller 12 września 1947 przez amerykański Trybunał Wojskowy w Dachau. Trzech świadków zeznawało przeciwko niemu w sprawie zbrodni popełnionej 16 listopada 1944. Oprócz tego udowodniono Schillerowi, iż nieustannie znęcał się nad więźniami wielu narodowości bez jakiegokolwiek powodu, bijąc ich między innymi kijem. Jednego z więźniów zakatował na śmierć. Zabił również kilku więźniów podczas swojej służby wartowniczej zarówno w obozie głównym Mauthausen, jak i podobozie St. Valentin. Trybunał wymierzył Johannowi Schillerowi karę 30 lat pozbawienia wolności.